# بلديات وأبرشيات ماكاو

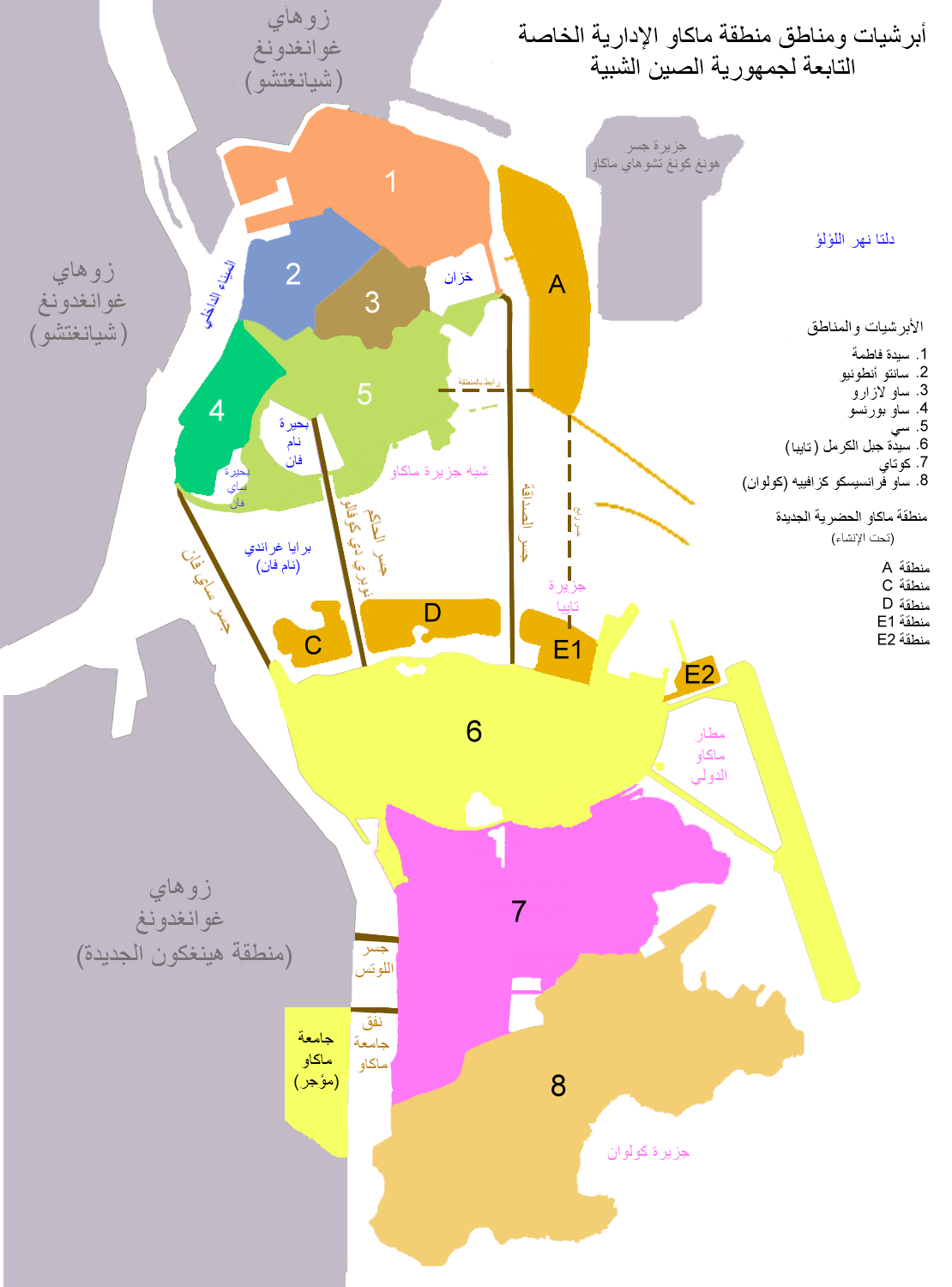
خريطة تقسيمات ماكاو

قسمت ماكاو في نهاية الحكم البرتغالي إداريًا إلى بلديتين (بالبرتغالية: concelhos‏) وسبع أبرشيات (بالبرتغالية: freguesias‏). كانت الأبرشيات عبارة عن تقسيمات إدارية فرعية للبلديات. بعد تسليمها إلى الصين عام 1999، لا تزال الأبرشيات تقسيمات رسمية ولكن بدون مهام إدارية.
كانت الأبرشيات في السابق أقسامًا إدارية تابعة للبلديتين السابقتين: ماكاو وإلهاس. بعد نقل سيادة ماكاو من البرتغال إلى الصين عام 1999، أُلغيت هذه البلديات رسميًا في 31 ديسمبر 2001 بموجب القانون رقم 17/2001. إلا أن الأبرشيات بقيت بعد إزالة مهامها الإدارية. أصبح مكتب الشؤون البلدية يتولى بعض الخدمات البلدية منذ إلغاء البلديات.

## الأبرشيات
كانت الأبرشيات الخمس الأولى المدرجة في الجدول أدناه تابعة لبلدية ماكاو بينما كانت الأبرشيتين المتبقيتين تتبعان بلدية إلهاس.
| الأبرشية | الصينية                | المساحة (كم2) |
| الأبرشية | الأبرشية               | الأبرشية      |
| --- | ---------------------- | ------------- |
| Nossa Senhora de Fátima ‏ | 花地瑪堂區             | 3.2           |
| Santo António ‏ | 花王堂區               | 1.1           |
| São Lázaro | 望德堂區               | 0.6           |
| São Lourenço ‏ | 風順堂區               | 1.0           |
| Sé (including Novos Aterros Urbanos de Macau Zona B ‏) | 大堂區 (包括新城B區)   | 3.4           |
| Nossa Senhora do Carmo ‏ (including Novos Aterros Urbanos de Macau Zona E ‏)                                                                                         | 嘉模堂區 (包括新城E區) | 7.9           |
| São Francisco Xavier ‏ | 聖方濟各堂區           | 7.6           |
| مناطق أخرى |                        |               |
| Zona do Aterro de Cotai ‏ | 路氹填海區             | 6.0           |
| جامعة ماكاو | 澳門大學 (橫琴校區)    | 1.0           |
| Novos Aterros Urbanos de Macau Zone A ‏ | 新城A區                | 1.4           |
| منطقة إدارة ماكاو على الجزيرة الحدودية الاصطناعية في جسر هونغ كونغ تشوهاى ماكاو (الجزء الجنوبي من الجزيرة المستصلحة في الطرف الغربي من جسر هونغ كونغ تشوهاي ماكاو) | 港珠澳大橋珠澳口岸     | 0.7           |

### البلديات السابقة
كان لكل بلدية غرفة بلدية (بالبرتغالية: câmara municipal‏) ومجلس بلدي للإشراف (بالبرتغالية: assembleia municipal‏) يتوليان أمورها.
|  | بلدية ماكاو ‏ Concelho de Macau 澳門市           | شبه جزيرة ماكاو.       |
|  | Municipality of Ilhas Concelho das Ilhas 海島市 | جزيرتي تايبا وكولواني. |